# Turdina becuda bruna
La turdina becuda bruna (Napothera malacoptila) és un ocell de la família dels pel·lorneids (Pellorneidae).

## Hàbitat i distribució
Viu a la vegetació secundària, matolls i bosc a les muntanyes del nord-est de l'Índia a Sikkim, Bhutan, Arunachal Pradesh, Khasi i Cachar, Mizoram, Manipur i Nagaland, i sud de la Xina.